# Aeshna williamsoniana
Aeshna williamsoniana је инсект из реда Odonata. 

## Угроженост
Подаци о распрострањености ове врсте су недовољни.

## Распрострањење
Ареал врсте покрива средњи број држава. 
Врста има станиште у Мексику, Панами, Гватемали, Белизеу и Костарики. Присуство у Хондурасу је непотврђено.

## Станиште
Станишта врсте су шуме и слатководна подручја. 